# António Folha
António José dos Santos Folha CvIH (Vila Nova de Gaia, 21 de Maio de 1971 é um aposentado Português jogador de futebol que jogou principalmente como um meio-campista avançado atualmente treinador.

## Carreira

### Futebolista
Viria a ser uma das estrelas na vitória de Portugal no Campeonato Mundial de Futebol Sub-20 em Riade (1989), tendo sido feito Cavaleiro da Ordem do Infante D. Henrique a 22 de Março desse ano, e no Campeonato Mundial de Futebol Sub-20 em Lisboa (1991).
Na sua carreira, Folha jogou principalmente pelo Futebol Clube do Porto, com passagens por empréstimo em Portugal, Bélgica e Grécia. Com o seu principal clube, ele foi muitas vezes usado como um Substituto, ganhando um total de 18 títulos importantes, incluindo sete Ligas e cinco Taça de Portugal. No anos 1994-96, ele teve os seus melhores anos, contribuindo com 10 golos em 58 jogos, com a sua equipa, venceu back-to-back campeonatos nacionais.
Em 2003, Folha saiu finalmente do FC Porto e juntou-se ao FC Penafiel na segunda divisão, ajudando-o a retornar à primeira divisão na sua primeira temporada. Ele se aposentou do futebol em 2005.